# Ibrahim ibn Mahmud
Ibrahim ibn Mahmud, Ibrahim de Kazan o İbrahim khan fou kan de Kazan vers 1467 a 1479. Era fill de Mahmudek Khan i va succeir al seu germà Khalil ibn Mahmud.
Ibrahim es va casar amb la vídua del seu germà. El seu oncle Kasim, retirat a Rússia, s'havia casar amb la mare del kan, la vídua de Mahmudek. Kasim va conspirar per obtenir el tron de Kazan i va negociar amb diversos notables com Abdul Mamun, per deposar el seu fillastre i va demanar suport al gran príncep de Moscou Ivan III el Gran.
El setembre de 1467 el gran príncep va enviar un exèrcit a Kazan manat pel mateix Kasim i pels voivodes Ivan Jurgivitch i Ivan Obolenski Striga; però el fred fou molt intens i els invasors es van haver de retirar; els tàtar van enviar un destacament fins a Qalitx que no va fer gaire malt a les forces en retirada, més afectades pel temps.
La primavera següent (1468) van enviar un altre exèrcit manada per Simeó Romanovitx que va assolar el país dels xeremisses, dependència de Kazan al nord; l'exèrcit va avançar per les ribes del Vetluga, Usta i Kama, terres que llavors estaven deshabitades i van arribar al país dels xeremisses, ple de ramats i fèrtil i amb els seus propis prínceps; els habitants foren massacrats tot i que no tenien armes ni oferien resistència, i la terra saquejada; després van seguir fins prop de Kazan i es va retirar amb molt de botí. Un altre cos de russos va expulsar els tàtars de Kostromà i de la rodalia de Múrom.
Des de llavors els xeremisses foren subjectes russos però al cap de poc un exèrcit tàtar de Kazan va arribar per imposar altre cop el domini del kan. El gran príncep va ordenar als voivodes de Moscou, Galitch, Vologda, Ustiuge i Kichmenga de concentrar les seves forces al Kama; aquests voivodes es van trobar a Kotelnich al districte de Viatka, van creuar el país dels xeremisses fins a Tamluga, i van seguir el riu Kama fins a Bela-Voloyka, devastant el territori i matant a tots els habitants però de tàtars en van trobar pocs; 200 que tenien una fortalesa foren derrotats i massacrats excepte els dos caps, amb els quals van retornar a Rússia. Un altre contingent rus, manat pel voivoda de Nijni Nóvgorod, va derrotar els tàtars al Volga i va capturar al príncep Khosum Berdei que fou enviat a Moscou.
La primavera del 1469 Ivan va decidir enviar un exèrcit més important; el grup de Moscou va sortir manat pel príncep Obotenski i amb Constantí Bezzubtzef com a comandant en cap de tots els contingents que s'havien de reunir. Es van concentrar a Nijni Nóvgorod arribant grups de Moscou, Vladímir, Kolomna, Súzdal i Múrom que es van concentrar al Volga i de Dimitrov, Moyaisk, Uglitx, Rostov, Yaroslav i Kostromà, a l'Okà i els dos grups es van reunir a la confluència dels dos rius. Però sobtadament el gran príncep va ordenar el retorn excepte un contingent que podia fer un atac de saqueig. Sembla que la causa fou que Kasim havia mort i per això només un grup manat per Ivan Runo va marxar a Kazan que va atacar de nit i no va trobar gairebé resistència als carrers de la ciutat podent robar i matar sense problemes, alliberant també molts presoners russos, lituans, de Viatka, de Ustiuge i de Perm. Vaixells russos van baixar pel Volga fins a l'illa de Korovnichy, on van quedar inactius i es diu que fou perquè Runo havia rebut un suborn dels tàtars.
Mentre el kan va reunir les forces de Kazan i de la regió del Kama, de Viatka i als baixkirs i es va disposar a atacar. Un presoner rus alliberat va advertir als russos dels plans del kan. Aquestos van reunir les tropes a l'illa d'Irikhof, amb divisions a les ribes en posicions òptimes, i quan el kan va atacar fou derrotat i es va haver de retirar a l'interior de la ciutat de Kazan. L'antic comandant Constantí Bezzubtzef va arribar llavors i va decidir prosseguir la guerra, però no va rebre reforços (Viatka va decidir romandre neutral i no va enviar els seus contingents que eren els principals) i després d'esperar un mes va decidir retirar-se a Nijni Nóvgorod. Pel camí es va trobar amb la vídua de Kasim i mare del kan que va comunicar que el kan havia acceptat les condicions del gran príncep per a la pau i la guerra s'havia acabat. Això va fer confiar als russos que sobtadament foren atacats per la cavalleria de Kazan i després d'un combat (que devien guanyar els tàtars encara que els cronistes russos no ho diguin) els russos es van retirar.
Mentre el gran príncep havia enviat una altra divisió manada pel príncep Daniel de Yaroslav, que va anar a Viatka pel riu per impressionar als viatkans i que entressin al seu servei per marxar amb ells contra Kazan. Però Viatka va romandre neutral, Daniel va decidir avançar sol i Ibrahim el va esperar; va seguir una lluita ferotge i els russos foren severament derrotats a la vora del Volga i van perdre la major part de l'exèrcit i només el contingent d'Ustiuge amb el príncep Basili Ukhtomski va poder tornar a Nijni Nóvgorod amb bots dels tàtars (destruint els altres perquè no el poguessin perseguir).
Ivan III va decidir reparar el desastre i va enviar un exèrcit sota els seus germans Yuri i Andreu, i una flotilla. Kazan fou assetjada i Ibrahim va haver de demanar la pau alliberant nombrosos presoners.
Tot i aquest tractat el 1478 Ibrahim va reprendre les hostilitats quan va sentir el fals rumor d'una seriosa derrota d'Ivan a Nóvgorod i que afegia que s'havia retirat ferit a Moscou. Ibrahim va envair Viatka, va assetjar diverses ciutats i altres les va assolar i va fer molts presoners convertits en esclaus.
A la primavera del 1479, com a revenga, la gent d'Ustiuge i Viatka van fer una incursió al Kama cremant els pobles tàtars de la zona mentre Basili Obrasetz feia el mateix al Volga on va arribar des de Nijni Nóvgorod. Va avançar cap a Kazan que va assetjar però es va haver de retirar a causa d'una turmenta. Ibrahim va demanar la pau que fou acordada.
El kan va morir poc després; va deixar molts fills de les seves diferents esposes. Cal notar que en el seu regnat s'esmenta un Murtasi, que es diu era fill de Mustafa, kan de Kazan, que és un personatge desconegut però del que fins i tot hi ha una moneda on es titula "El Just Sultà Mustafa Khan fill de Ghiyath al-Din Khan". Ghiytah al-Din Khan seria el sultà revoltat a Crimea vers 1420-1423 i Mustafa hauria estat el seu fill, potser breument kan i que s'hauria exiliat a Kazan on vivia el seu fill Murtasi esmentat per primer cop el 1471 quan consta que fou cridat a Moscou pel gran príncep i va participar el 1472 en la guerra contra Ahmad Khan (Horda d'Or) rebent en premi el 1473 la ciutat de Gorodok a l'Oka amb territoris a la rodalia (encara vivia a Russia el 1480).
El tron va passar al seu fill Ilham (Ali) ibn Ibrahim.